# Shioli Kutsuna
Shioli Kutsuna,,, (忽那 汐里, Kutsuna Shiori) est une actrice nippo-australienne, née le 22 décembre 1992 à Sydney.

## Filmographie partielle

### Cinéma

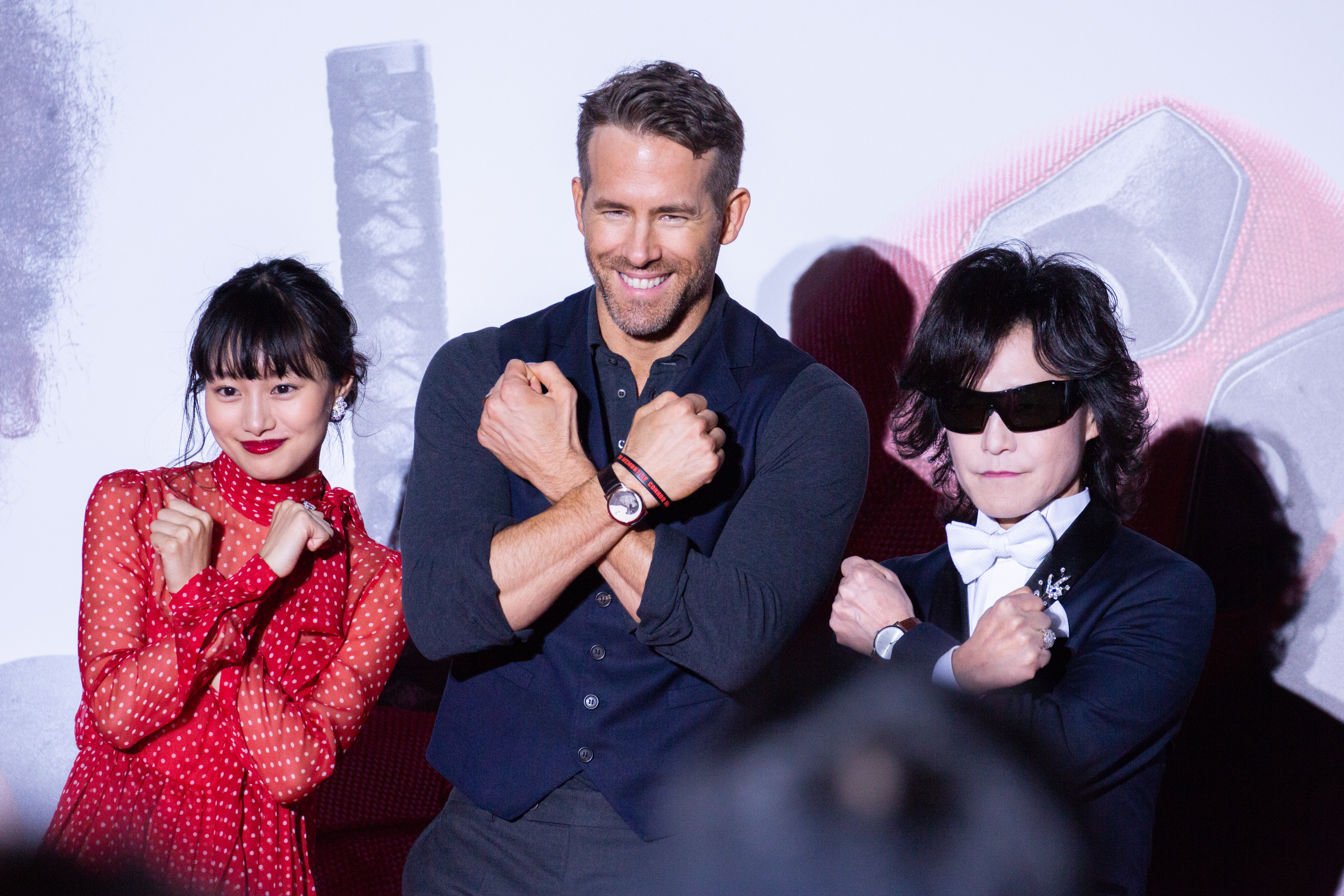
L'actrice à la première de Deadpool 2 au Japon.

- 2009 : Shugo tenshi de Yûichi Satô
- 2010 : Hanbun no tsuki ga noboru sora de Yoshihiro Fukagawa : Rika
- 2010 : Chonmage purin de Yoshihiro Nakamura
- 2010 : BECK de Yukihiko Tsutsumi : Maho Minami
- 2011 : Shōjo-tachi no rashinban de Shunichi Nagasaki : Ran
- 2011 : Mai bakku pêji de Nobuhiro Yamashita
- 2013 : Tsuya no yoru d'Isao Yukisada
- 2013 : Unforgiven (許されざる者, Yurusarezaru mono?) de Lee Sang-il : Natsume
- 2015 : 125 Years Memory de Mitsutoshi Tanaka : Haru/Harumi
- 2017 : Kiseki: Anohi no sobito (キセキ あの日のソビト?) d'Atsushi Kaneshige (ja) : Rika
- 2017 : Oh Lucy! d'Atsuko Hirayanagi : Mika
- 2018 : The Outsider de Martin Zandvliet : Miyu
- 2018 : Deadpool 2 de David Leitch : Yukio
- 2019 : Murder Mystery de Kyle Newacheck
- 2024 : Deadpool et Wolverine de Shawn Levy : Yukio
- 2026 : Her Private Hell de Nicolas Winding Refn

### Télévision

#### Séries télévisées
- 2008 : Taiyō to umi no kyōshitsu
- 2009 : Mei-chan no shitsuji
- 2009 : Shōkōjo Seira
- 2011 : Jidan kōshōnin Gotakeshi
- 2011 : Lettre de défi pour Shinichi Kudô : Le Mystère de l'oiseau légendaire (Kudo Shinichi e no Chousenjou~Kaichou Densetsu no Nazo~)
- 2011 : Kaseifu no Mita
- 2012 : O-PARTS
- 2012 : Single Mothers : Yukino
- 2013 : Naku na, Hara-chan : Konno
- 2013 : Kazoku Game (Kazoku gêmu)
- 2013 : Machiisha Jumbo!! : Asuka
- 2021 : Invasion : Mitsuki Yamato
- 2023 : Sanctuary : Asuka Kunishima

#### Téléfilms
- 2011 : 3-nen B-gumi Kinpachi sensei: Final
- 2011 : Détective Conan : Lettre de défi pour Shinichi Kudô (Meitantei Conan : Kudo Shinichi he no Chosenjo)
- 2012 : Détective Conan Drama spécial : Shinichi Kudo et l'affaire du meurtre du Shinsengumi de Kyoto (Meitantei Konan Drama special : Kudō Shin'ichi Kyōto Shinsengumi Satsujin Jiken)
- 2012 : Yonimo kimyō na monogatari Spring 2012 - Shichakushitsu

### Jeu vidéo
- 2025 : Death Stranding 2: On the Beach : Rainy[5]

### Doublage
- 2010 : Zenobureido (jeux vidéo)
- 2012 : Budori, l'étrange voyage (Gusukô Budori no denki) : Neri (film d'animation)
- 2016 : Kingsglaive: Final Fantasy XV : Lunafreya Nox Fleuret (film d'animation)